# Cesáreo Victorino
Cesáreo Victorino Mngaray (Cidade do México, 19 de março de 1979) é um futebolista mexicano. Sua atual equipe é o Puebla.

## Carreira
Cesáreo Victorino integrou a Seleção Mexicana de Futebol na Copa América de 2001.

## Títulos
Seleção Mexicana
- Copa América de 2001: Vice